# Ernst Meissner
Ernst Meissner, também Meißner (Zofingen, 1 de setembro de 1883 – Zollikon, 17 de março de 1939), foi um matemático suíço.
Filho de um empresário em Zofingen. Frequentou a Kantonsschule Aarau, onde teve o mesmo professor de matemática (Heinrich Ganter) de Albert Einstein, que foi mais tarde seu colega em Zurique. Meissner estudou matemática e física a partir de 1902 no Polytechnikum (mais tarde Instituto Federal de Tecnologia de Zurique). Obteve um doutorado em 1907 na Universidade de Zurique, orientado por Adolf Hurwitz, com a tese Über die zahlentheoretischen Formeln Liouvilles, e esteve depois durante um ano na Universidade de Göttingen com Felix Klein, David Hilbert e Hermann Minkowski. Após a habilitação foi em 1909 docente privado e a partir de 1910 professor ordinário de mecânica técnica no Instituto Federal de Tecnologia de Zurique, cargo a que resignou em 1938. 
Meissner trabalhou tanto com matemática pura, como teoria dos números e geometria, como também com matemática aplicada (solução gráfica de equações diferenciais ordinárias e determinação gráfica de coeficientes de Fourier) e mecânica teórica, por exemplo ondas de terremoto, vibrações não-lineares e teoria das cascas.
Foi palestrante convidado do Congresso Internacional de Matemáticos em Bolonha (1928: Zur Elastizitätstheorie dünner Schalen).